# Walter Cecil Crawley
Walter Cecil Crawley (* 29. März 1880 in Masham, Grafschaft North Yorkshire; † 11. Oktober 1940 in Graffham, West Sussex) war ein britischer Tennisspieler aus England.

## Karriere
Als Sohn eines Pfarrers der Church of England und Schulleiters eines Gymnasiums ging Walter Crawley an die Oxford University. Sein älterer Bruder Alfred Ernest Crawley erreichte 1902, 1906 und 1913 jeweils das Viertelfinale bei den Wimbledon Championships.
Crawley selbst nahm ab 1901 an Tennisturnieren teil. 1908 erreichte er das Viertelfinale, sein bestes Abschneiden im Einzel. Im Doppel kam Crawley zweimal – 1910 und 1913 mit James Parke – ins Halbfinale, sein bestes Resultat. Sein letzter Auftritt im Einzel beim Turnier von Wimbledon war im Jahr 1927 mit 47 Jahren. 
Bei den Olympischen Spielen 1908 in London spielte er im Rasenwettbewerb. Im Einzel erreichte er die dritte Runde, im Doppel an der Seite von Kenneth Powell das Viertelfinale. Dort unterlagen sie den späteren Goldmedaillengewinnern George Whiteside Hillyard und Reginald Doherty in vier Sätzen.